# Изюмные бомбардировщики

Берлинцы наблюдают за посадкой «изюмного бомбардировщика». 1948

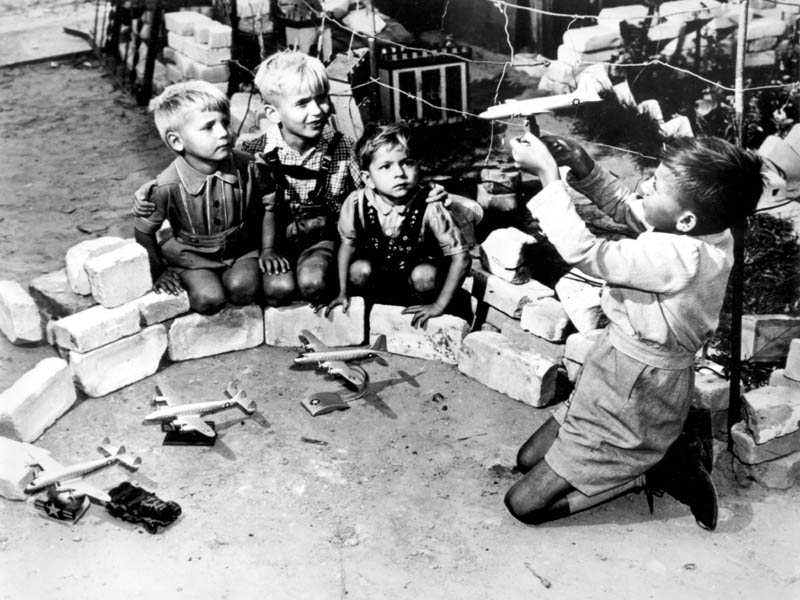
Берлинские дети играют в воздушный мост

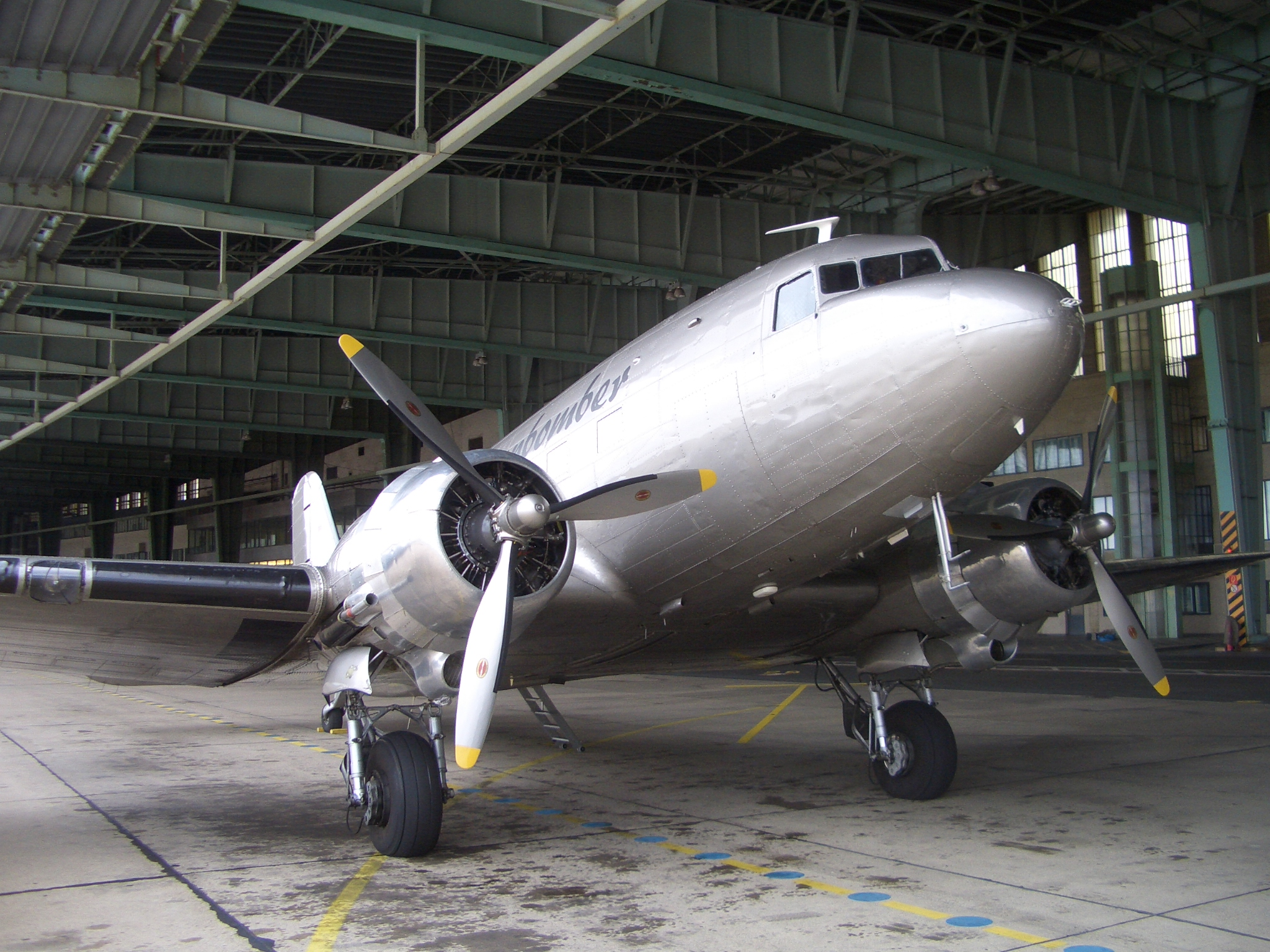
Двухмоторный C-47 «Скайтрэйн» компании «Air Service Berlin» в ангаре аэропорта Темпельхоф

«Изюмные бомбардировщики» (нем. Rosinenbomber, англ. Raisin bombers) — прозвище, которое получили самолёты союзников, снабжавшие продовольствием и другими предметами первой необходимости западные секторы Берлина по берлинскому воздушному мосту во время блокады Западного Берлина в 1949 году.
«Изюмными» они стали после того, как по собственной инициативе американские экипажи перед посадкой в Темпельхофе стали сбрасывать берлинским детям небольшие пакеты со сладостями на самодельных маленьких парашютиках. В этих пакетиках чаще всего был шоколад и жевательная резинка, а также предположительно изюм.
Идея сброса сладостей на парашютиках приписывается пилоту-мормону Гейлу Хелворсену. Он первым стал привязывать носовые платки в качестве парашютов к упаковкам шоколадных вафель, которые он получал в посылках с родины, и сбрасывать этот груз перед посадкой в Берлине. Когда о тайных «бомбардировках» узнал командир Хелворсена, к акции вскоре подключились и другие пилоты, а сбор сладостей, получивший название англ. «Operation Little Vittles» («Малый провиант»), охватил всю Америку.
В настоящее время «изюмными бомбардировщиками» именуют все самолёты, участвовавшие в берлинском воздушном мосту, хотя и не все они участвовали в «сладких» бомбардировках. В «изюмных бомбардировках» преимущественно принимали участие американские самолёты C-54 «Скаймастер».
В перевозках продовольствия в рамках берлинского воздушного моста были задействованы пилоты и самолёты из нескольких стран и разных типов, которые осуществляли полёты не только в Темпельхоф. На реке Хафель в берлинском районе Кладов даже садились британские гидросамолёты. Маршруты берлинского воздушного моста в аэропорт Темпельхоф и построенный во время блокады Берлина аэропорт Тегель пролегали над густонаселёнными городскими кварталами Берлина, где в ожидании «изюмных бомбардировщиков» после школы собиралось огромное количество детей.
Участие в доставке грузов в заблокированный Западный Берлин по воздушному мосту в период с 1948 по 1949 годы принимали следующие самолёты:
| Страна                    | Тип самолёта                          |
| ------------------------- | ------------------------------------- |
| Великобритания            | Avro Lancaster и Avro Lancastrian     |
| Великобритания            | Avro Lincoln                          |
| Великобритания            | Avro York                             |
| Великобритания            | Avro Tudor                            |
| Соединённые Штаты Америки | Boeing C-97 Stratofreighter           |
| Великобритания            | Bristol Type 170 Freighter            |
| Соединённые Штаты Америки | Consolidated B-24 Liberator           |
| Соединённые Штаты Америки | Consolidated PBY Catalina²            |
| Соединённые Штаты Америки | Douglas C-54 Skymaster и Douglas DC-4 |
| Соединённые Штаты Америки | Douglas C-74 Globemaster              |
| Соединённые Штаты Америки | Douglas C-47 Skytrain и Douglas DC-3  |
| Соединённые Штаты Америки | Fairchild C-82 Packet                 |
| Великобритания            | Handley Page Hastings                 |
| Великобритания            | Handley Page Halifax                  |
| ¹                         | Junkers Ju 52/3m                      |
| Соединённые Штаты Америки | Lockheed C-121A Constellation         |
| Великобритания            | Short Sunderland²                     |
| Великобритания            | Vickers VC.1 Viking                   |

- ¹ — Немецкий трофейный транспортный самолёт, использовался французами.
- ² — Гидропланы приводнялись на реку Хафель в пригороде Западного Берлина.